# Tang Tuyet Minh

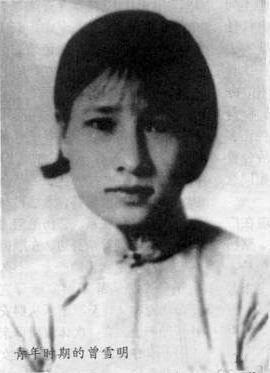
Tang Tuyet Minh, wife of Ho Chi Minh. Taken in the 1920s.

Tăng Tuyết Minh, (chinês: 曾雪明; pinyin: Zeng Xueming, 1905-1991) foi a esposa do líder comunista vietnamita Ho Chi Minh. Nascida em uma família católica chinesa de Cantão, casou Ho em outubro de 1926. Viveram juntos até abril de 1927, quando Ho foi obrigado a fugir da China depois de um golpe anti-comunista. Ho retornou ao Vietnã em 1940 para liderar o pró-comunista Viet Minh, que se rebelava contra as autoridades coloniais francesas. Ele se tornou presidente do Vietnã do Norte em 1954. Apesar de várias tentativas de renovar o contato tanto por Minh como por Ho, o casal nunca se reuniu. A existência de Tang Tuyet Minh nunca foi reconhecida pelo governo vietnamita.

## Biografia
Minh nasceu em uma família católica em Guangzhou, em outubro de 1905. Ela era a filha mais nova de uma família de dez filhos, incluindo sete meninas. o sobrenome de sua mãe era Liang ( 梁 ). Seu pai, um empresário de Meixian, Guangdong chamado Zeng Kaihua ( 曾开华 ), morreu em 1915. Como a filha de uma concubina, ela foi expulsa da casa de seu pai quando ele morreu. Nestas circunstâncias difíceis, ela tornou-se amiga da esposa do comunista vietnamita Lam Duc Qui Ela aprendeu a ser uma parteira em uma escola em Guangzhou e se formou em 1925 na idade de 20.
Neste momento, o Vietnã fazia parte da Indochina francesa, com a atividade política comunista e nacionalista alvo da Sûreté, ou polícia nacional francesa. Ho chegou a Guangzhou, em novembro de 1924 em um barco vindo de Vladivostok. Ele posou como um cidadão chinês chamado Ly Thuy (Li Shui) e trabalhou como tradutor para o agente da Comintern e traficante de armas soviético Mikhail Borodin.

Em maio 1925, Ho participou da fundação de Thanh Nien, ou Associação Revolucionária Vietnamita Juvenil. Este grupo foi o precursor do atual Partido Comunista do Vietnã.
Em 1925, Minh foi introduzida a Ho por Lam Qui. Este era na época muito ativo no Thanh Nien, embora mais tarde ele foi denunciado como um informante da Sûreté. Ho mais tarde deu um anel de noivado de rubi para Minh. Quando os camaradas de Ho se opuseram ao casamento este lhes disse: "Eu vou me casar, apesar de vossa desaprovação, porque eu preciso de uma mulher para me ensinar a língua e manter a casa". Eles casaram em 18 de outubro de 1926. As testemunhas legais foram Cai Chang e Deng Yingchao, esposa do futuro premiê chinês Zhou Enlai. Minh tinha 21 anos e Ho foi de 36. O casamento ocorreu no mesmo edifício onde Zhou e Deng haviam casado. Eles viviam juntos na residência de Borodin.
Em 12 de abril de 1927, Chiang Kai-shek, líder do KMT encenou um golpe anti-comunista em Guangzhou e outras cidades chinesas. Ho fugiu para Hong Kong em 5 de maio.  Ho, em seguida, viajou para vários países, chegando finalmente em Bangkok, em julho de 1928. Em agosto, ele enviou uma carta a Minh, mas a carta foi interceptado pela Sûreté. Embora ela não estava interessada em política, Minh é registrado como um membro da Liga da Juventude Comunista Chinesa de julho de 1927 a junho de 1929. Segundo um relatório, Minh visitou Ho no inverno de 1929-1930, quando ele estava em Hong Kong. Em maio de 1930, Ho enviou outra carta pedindo a Minh para encontrá-lo em Xangai, mas seu chefe escondeu a carta e ela não a recebeu a tempo. 
Em Maio de 1950, Minh vi uma foto de Ho em um jornal e soube que ele era agora presidente da República Democrática do Vietnã, que mais tarde tornou-se o governo do Vietnã do Norte. Ela, então, enviou uma mensagem ao embaixador DRV em Pequim. Esta mensagem ficou sem resposta. Ela tentou novamente em 1954, mas sua carta ficou uma vez sem resposta. Os representantes do governo chinês disseram a ela para parar de tentar entrar em contato com Ho e prometeram fornecer para suas necessidades.